# Бирюкова, Федосья Ефимовна
Федо́сья Ефи́мовна Бирюко́ва (14 марта 1916, Ружбеляк, Уржумский уезд, Вятская губерния, Российская империя — 29 июня 1992, Йошкар-Ола, Марий Эл, Россия) — советский деятель торговли. Старший продавец магазина № 28 Горпищеторга (объединения «Продтовары») в Йошкар-Оле Марийской АССР (1950—1967). Заслуженный работник торговли Марийской АССР (1967). Почётный гражданин Йошкар-Олы (1968).

## Биография
Родилась 14 марта 1916 года в дер. Ружбеляк ныне Куженерского района Марий Эл в крестьянской семье. Окончила семилетнюю школу на родине.
В 1935—1942, 1946—1949 годах была артисткой Маргостеатра.
Работала в сфере связи в п. Новый Торъял Марийской АССР. В 1950—1967 годах — старший продавец магазина № 28 Горпищеторга (объединения «Продтовары») в Йошкар-Оле.
В 1967 году ей присвоено почётное звание «Заслуженный работник торговли Марийской АССР». В 1968 году она стала Почётным гражданином Йошкар-Олы.
Скончалась 19 июня 1992 года в Йошкар-Оле.

## Признание заслуг
- Почётный гражданин Йошкар-Олы (1968)[2][3]
- Заслуженный работник торговли Марийской АССР (1967)[2][3]
- Нагрудный знак «Отличник советской торговли»[3]
- Медаль «За доблестный труд. В ознаменование 100-летия со дня рождения Владимира Ильича Ленина» (1970)[3]

## Память
Её имя занесено в Книгу Трудовой Славы города Йошкар-Олы Марий Эл.